# Marguerite Yourcenar
Marguerite Yourcenar, właśc. Marguerite Cleenewerck de Crayencour (ur. 8 czerwca 1903, zm. 17 grudnia 1987) – francuska pisarka.

## Życiorys
Urodziła się w Brukseli w Belgii. Jej ojciec był Francuzem, a matka Belgijką. Matka zmarła w wyniku komplikacji poporodowych dziesięć dni po porodzie. Wychowywała się i uczyła się w posiadłości ojca w północnej Francji. Ojciec nauczył ją łaciny, gdy miała dziesięć lat, a greki – w wieku lat dwunastu.
Yourcenar była lesbijką. Jej pierwsza powieść Alexis została opublikowana w 1929. Bliska przyjaciółka, a także wielka miłość, tłumaczka Grace Frick zaprosiła ją w 1948 roku do USA, gdzie Yourcenar wykładała literaturę porównawczą w Nowym Jorku. W 1951 opublikowała po francusku powieść Pamiętniki Hadriana, którą pisała z przerwami od dekady. Powieść ta odniosła natychmiastowy sukces i spotkała się z uznaniem krytyków. Yourcenar odtworzyła w niej życie i śmierć jednego z największych władców starożytnego świata, rzymskiego cesarza Hadriana, który pisze długi list skierowany do wnuka, młodego Marka Aureliusza. Cesarz wspomina swoją przeszłość, opisuje triumfy i swą filozofię.
Yourcenar, jako pierwsza kobieta, została wybrana 6 marca 1980 roku do Akademii Francuskiej. Należała do grona poważanych twórców piszących w języku francuskim, opublikowała powieści oraz trzy tomy wspomnień. W 1983 została wyróżniona Nagrodą Erazma z Rotterdamu (wspólnie z Raymondem Aronem, Isaiahem Berlinem i Leszkiem Kołakowskim).
Tłumaczyła poezję grecką i wydała w swoim przekładzie antologię Negro spirituals (1964).
Większość życia (pierwszy pobyt w 1939) spędziła w Petite Plaisance w Northeast Harbor, na wyspie Mount Desert w stanie Maine, gdzie mieszkała ze swoją partnerką Grace Frick, która była też tłumaczką jej książek. Znajduje się tam muzeum poświęcone jej pamięci.

## Twórczość
- 1921: Le jardin des chimères
- 1929: Aleksis (fr. Alexis ou le traité du vain combat)
- 1931: La nouvelle Eurydice
- 1932: Pindare
- 1934: Moneta snów (wyd. pol. 1966, fr. Denier du rêve)
- 1934: La Mort conduit l’Attelage
- 1936: Feux – poemat prozą
- 1938: Opowieści wschodnie (wyd. pol. 1988, przekład Krystyna Dolatowska, ISBN 83-06-01692-0, fr. Nouvelles orientales)
- 1938: Les songes et les sorts
- 1939: Łaska śmierci (wyd. pol. 1993, fr. Le coup de grâce)
- 1951: Pamiętniki Hadriana (wyd. pol. 1961, przekład Hanna Szumańska-Grossowa, ISBN 978-83-7414-217-5, fr. Mémoires d’Hadrien)
- 1954: Électre ou la chute des masques (utwory dramatyczne, przekład pol. w Dialogu, 1991/1)
- 1956: Les charités d’Alcippe
- 1962: Sous bénéfice d’inventaire
- 1963: Nouvelles orientales
- 1968: Kamień filozoficzny (wyd. pol. 1968, przekład Eligia Bąkowska, fr. L'Œuvre au noir) – powieść, nagrodzona Prix Femina w 1968
- 1974: Souvenirs pieux
- 1977: Archives du Nord
- 1978: Czarny mózg Piranesiego. Konstandinos Kawafis (wyd. polskie 2004, przekład Jan Maria Kłoczowski i Krystyna Dolatowska, ISBN 83-89405-07-5 fr. Le cerveau noir de Piranèse)
- 1980: Mishima ou la vision du vide
- 1982: I jak woda płynie (wyd. polskie 1991, przekład Krystyna Dolatowska, ISBN 83-06-02070-7, fr. Comme l’eau qui coule)
- 1983: Le temps, ce grand sculpteur (eseje)
- 1988: Quoi? L’Éternité
- 1974-88: La labyrinthe du monde (cz. 1-3, autobiografia)
- 1991: Le tour de la prison (notatki z podróży)